# Victor Golla
Victor Golla (Santa Rosa, 10 febbraio 1939 – Trinidad, 24 aprile 2021) è stato un linguista statunitense uno dei maggiori esperti sulle lingue indigene della California e dell'Oregon, in particolare delle lingue athabaska della costa del Pacifico (sottogruppo della famiglia linguistica delle lingue athabaska) e delle lingue della regione che appartengono alla famiglia Penuti.
Fu professore di antropologia alla Humboldt State University.

## Biografia
Golla crebbe nella cittadina di Mount Shasta, nel nord della California. Si spostò con la famiglia nella zona di San Francisco nel 1952. Conseguì la laurea a Berkeley nel 1970.
Golla lavorò brevemente alla University of Alberta (assistente di linguistica, 1966-1967) ed alla Columbia University (istruttore di antropologia, 1967–1968), quindi si spostò a Washington, D.C. dove rimase per vent'anni, presso il dipartimento di antropologia della George Washington University (1968-1988), conducendo ricerche sulla vasta documentazione sulle lingue indiane americane archiviate nel National Anthropological Archives dello Smithsonian Institution. 
Nel 1988, divenne professore di Studi sui Nativi Americani alla Humboldt State University di Arcata, e direttore del Center for Indian Community Development.
Fu autore di diversi libri accademici e numerosi articoli sulle lingue degli indiani d'America, tra cui tre grammatiche della lingua hupa (1970, 1986a, 1996b), un compendio dei materiali lessicali e grammaticali Hupa raccolti nel 1927 da Edward Sapir (Sapir & Golla 2001). La sua ultima pubblicazione fu il fondamentale studio California Indian Languages (2011), premiato nel 2013 dalla Linguistic Society of America come il libro più recente "che rende il contributo più rilevante allo sviluppo della nostra comprensione del linguaggio e della linguistica".
Nel 1981 Golla fondò la Society for the Study of the Indigenous Languages of the Americas (SSILA), dove svolse per 25 anni il ruolo di tesoriere ed editor della rivista SSILA Newsletter (1982-2007). La SSILA ha poi istituito il Golla Prize in suo onore, per riconoscere i migliori lavori dei linguisti americanisti.
È morto nella primavera del 2021, reso invalido dalla malattia di Parkinson.

## Principali pubblicazioni
- Golla, Victor (1970). Hupa Grammar.  Doctoral dissertation, University of California, Berkeley.
- Golla, Victor (1976).  Tututni (Oregon Athapaskan). International Journal of American Linguistics 42:217-227.
- Golla, Victor & Shirley Silver, editors (1978).  Northern California Texts. IJAL-Native American Texts Series 2(2). Chicago: University of Chicago Press.
- Krauss, Michael E. & Victor Golla (1981).  Athabaskan Languages of the Subarctic. In Handbook of North American Indians, volume 6:Subarctic (June Helm, editor), pp. 67–85.  Washington: Smithsonian Institution.
- Golla, Victor (1984). The Sapir-Kroeber Correspondence. Letters Between Edward Sapir and A. L. Kroeber, 1905-1925.  Survey of California and Other Indian Languages, Report 6.  Berkeley: Department of Linguistics, University of California.
- Golla, Victor (1986a).  A Short Practical Grammar of Hupa. Hoopa: Hupa Language Project, Hoopa Valley Tribe.
- Whistler, Kenneth W. & Victor Golla (1986b).  Proto-Yokuts Reconsidered. International Journal of American Linguistics 52: 317-358
- Golla, Victor (1987).  Sapir, Kroeber, and North American Linguistic Classification. In New Perspectives on Edward Sapir in Language, Culture and Personality (W. Cowan et al., editors), pp. 17–38.  Amsterdam and Philadelphia: John Benjamins.
- Golla, Victor, editor (1994).  John P. Harrington and His Legacy.  Special Issue, Anthropological Linguistics (volume 33.4, March 1984).
- Golla, Victor (1996a).  Hupa Language Dictionary, Second Edition.  Arcata: Center for Indian Community Development, Humboldt State University and Hoopa Valley Tribe. (Online eLibrary file Archiviato il 12 maggio 2014 in Internet Archive..)
- Golla, Victor (1996b). Sketch of Hupa, an Athapaskan Language. Handbook of North American Indians, volume 17, Languages (Ives Goddard, editor), pp. 364–389.  Washington: Smithsonian Institution.
- DeLancey, Scott & Victor Golla (1997).  Penutian: Retrospect and Prospect. International Journal of American Linguistics  63:171-201
- Sapir, Edward & Victor Golla (2001). Hupa Texts, with Notes and Lexicon. In: The Collected Works of Edward Sapir, volume 14, Northwest California Linguistics (Victor Golla & Sean O'Neill, editors), pp. 19–1011.  Berlin & New York: Mouton de Gruyter.
- Golla, Victor (2003). Ishi's Language. In: Ishi in Three Centuries (Karl Kroeber & Clifton Kroeber, editors), pp. 208–225.  Lincoln: University of Nebraska Press.
- Golla, Victor &  Juliette Blevins (2005). A New Mission Indian Manuscript from the San Francisco Bay Area. Boletíin, California Mission Studies Association 22:33-61.
- Golla, Victor (2007a). North America.  In: Encyclopedia of the World's Endangered Languages (Christopher Moseley, editor), pp. 1–96. London & New York: Routledge.
- Golla, Victor (2007b). Liinguistic Prehistory. In: California Prehistory. Colonization, Culture and Complexity (Terry L. Jones & Kathryn A. Klar, editors), pp. 71–82. Lanham (Maryland): Altamira Press.
- Golla, Victor, with Lyle Campbell, Ives Goddard & Marianne Mithun (2008). North America. In: Atlas of the World's Languages, second revised edition (R .E. Asher & Christopher Moseley, editors). London & New York: Routledge.
- Golla, Victor (2011). California Indian Languages Berkeley, Los Angeles and London: University of California Press.